# Rutki-Kossaki
Rutki-Kossaki is een dorp in het Poolse woiwodschap Podlachië, in het district Zambrowski. De plaats maakt deel uit van de gemeente Rutki en telt 1300 inwoners.